# Trichoridia endromides
Trichoridia endromides är en fjärilsart som beskrevs av Embrik Strand 1921. Trichoridia endromides ingår i släktet Trichoridia och familjen nattflyn. Inga underarter finns listade i Catalogue of Life.